# Журба, Виктор Степанович
Виктор Степанович Журба (6 августа 1950 — 6 февраля 2015, Северодонецк) — советский легкоатлет, специалист по метанию диска. Выступал за сборную СССР по лёгкой атлетике в 1970-х годах, чемпион Универсиады в Москве, победитель первенств национального значения, рекордсмен Европы. Представлял Украинскую ССР и спортивное общество «Авангард». Мастер спорта СССР международного класса.

## Биография
Виктор Журба родился 6 августа 1950 года.
Занимался лёгкой атлетикой в Ворошиловграде, состоял в добровольном спортивном обществе «Авангард». Был подопечным тренеров Петра Геогриевича Фонотова и Василия Максимовича Круглого.
Впервые заявил о себе на международном уровне в сезоне 1968 года, когда вошёл в состав советской национальной сборной и побывал на Европейских юниорских легкоатлетических играх в Лейпциге, откуда привёз награду серебряного достоинства, выигранную в метании диска — уступил здесь только немцу Хансу-Юргену Якоби.
В 1973 году на чемпионате СССР в Москве превзошёл всех соперников в метании диска и завоевал золотую медаль. Будучи студентом, удостоился права защищать честь страны на домашней летней Универсиаде в Москве, где так же был лучшим в своей дисциплине.
В мае 1976 года на соревнованиях в Мюнхене установил свой личный рекорд в метании диска — 63,78 метра. На чемпионате СССР в Киеве стал бронзовым призёром позади Владимира Ляхова и Николая Вихора.
Впоследствии оставался действующим спортсменом вплоть до 1981 года, хотя в последнее время уже не показывал сколько-нибудь значимых результатов на международной арене.
За выдающиеся спортивные достижения удостоен почётного звания «Мастер спорта СССР международного класса».
Участвовал в мастерских соревнованиях по лёгкой атлетике, в частности в 2013 году на мастерском чемпионате мира в Турине стал чемпионом в метании диска и бронзовым призёром в толкании ядра.
Умер 6 февраля 2015 года в Северодонецке в возрасте 64 лет.